# Carlo Bernari
Œuvres principales
Tre operai (it)
Carlo Bernari, de son vrai nom Carlo Bernard, est un écrivain et un scénariste italien né le 13 octobre 1909 à Naples (Campanie) et mort le 22 octobre 1992 à Rome (Latium).

## Biographie
Né en 1909 dans une famille d'origine française, il déménage à Milan, puis vit quelques années à Paris où il rencontre André Breton. Il retourne ensuite en Italie où il écrit en 1934 Tre operai (it).

## Œuvres

### Romans
- 1933 : Gli stracci, prima redazione di Tre operai, roman inédit publié en 1998
- 1934 : Tre operai (it)
- 1936 : Quasi un secolo
- 1936 : L'ombra del suicidio (Lo strano Conserti), roman inédit publié en 1993
- 1943 : Il pedaggio si paga all'altra sponda
- 1946 : Tre casi sospetti
- 1947 : Prologo alle tenebre
- 1949 : Speranzella, Prix Viareggio 1950
- 1951 : Siamo tutti bambini
- 1952 : Vesuvio e pane
- 1952 : Domani e poi domani
- 1958 : Amore amaro
- 1964 : Era l'anno del sole quieto
- 1965 : Per cause imprecisate
- 1969 : Le radiose giornate
- 1971 : Alberone eroe e altri racconti non esemplari
- 1971 : Un foro nel parabrezza
- 1976 : Tanto la rivoluzione non scoppierà
- 1977 : 26 cose in versi
- 1978 : Dall'Etna al Vesuvio
- 1979 : Il cronista giudizioso
- 1980 : Dal Tevere al Po
- 1980 : Il giorno degli assassinii
- 1988 : Il grande letto

### Poésie
- 1933 : 26 cose in versi

### Essais
- 1946 : Napoli pace e guerra
- 1957 : Il gigante Cina
- 1960 : Bibbia napoletana
- 1968 : Omaggio a Ungaretti nel Suo 80º compleanno
- 1973 : Non gettate via la scala
- 1977 : Napoli silenzio e grida
- 1991 : Non invidiate la loro sorte

## Filmographie partielle

### Comme scénariste
- 1936 : Les Deux Sergents (I due sergenti ) de Enrico Guazzoni
- 1953 : Sur le pont des soupirs de Antonio Leonviola
- 1954 : L'Amour au collège de Luciano Emmer
- 1960 : Flagrant Délit de Giuseppe De Santis
- 1962 : La Bataille de Naples de Nanni Loy
- 1967 : Beaucoup trop pour un seul homme de Pietro Germi

### Comme auteur adapté
- 1974 : Amore amaro de Florestano Vancini

## Récompenses et distinctions

### Nominations
- Oscars du cinéma 1964 : Nomination pour l'Oscar du meilleur scénario original (La Bataille de Naples)

## Source de la traduction
- (it) Cet article est partiellement ou en totalité issu de l’article de Wikipédia en italien intitulé « Carlo Bernari » (voir la liste des auteurs).